# Kraftwerk Torrevaldaliga Nord
Das Kraftwerk Torrevaldaliga Nord (italienisch Centrale termoelettrica Torrevaldaliga Nord) ist ein Kohlekraftwerk in der Metropolitanstadt Rom, Region Latium, Italien, das am Tyrrhenischen Meer ca. 7 km nördlich der Stadt Civitavecchia liegt. Es ist im Besitz von Enel und wird auch von Enel betrieben. Unmittelbar neben dem Kraftwerk Torrevaldaliga Nord befindet sich das Kraftwerk Torrevaldaliga Süd.
Das mit Öl befeuerte Kraftwerk wurde in den 1980er Jahren errichtet und hatte eine installierte Leistung von 2640 MW; ab 2003 wurde es in ein Kohlekraftwerk umgebaut. Mit Stand August 2023 beträgt die installierte Leistung des Kraftwerks 1980 MW.

## Kraftwerksblöcke
Das Kraftwerk besteht mit Stand 2023 aus drei Blöcken, die in Betrieb sind. Die folgende Tabelle gibt einen Überblick:
| Block | Max. Leistung (MW) | Betriebsbeginn | Turbine | Generator | Dampfkessel     | Status                     |
| ----- | ------------------ | -------------- | ------- | --------- | --------------- | -------------------------- |
| 1     | 660                |                |         |           |                 | Stillgelegt und abgerissen |
| 2     | 660                | Juni 2009      | MHI     | Ansaldo   | Ansaldo-Hitachi |                            |
| 3     | 660                | Januar 2010    | MHI     | Ansaldo   | Ansaldo-Hitachi |                            |
| 4     | 660                | August 2010    | MHI     | Ansaldo   | Ansaldo-Hitachi |                            |

Die vier ursprünglich errichteten Blöcke wurden mit Öl befeuert und hatten eine installierte Leistung von jeweils 660 MW. Der Block 1 wurde abgerissen und die Blöcke 2 bis 4 wurden umgebaut und durch drei mit Kohle befeuerte Blöcke ersetzt.
Die Dampfkessel der drei neuen Blöcke wurden von Ansaldo-Hitachi geliefert, die Turbinen von Mitsubishi Heavy Industries und die Generatoren von Ansaldo. Die Generatoren leisten jeweils 750 MVA; in der Schaltanlage wird die Generatorspannung von 20 kV mittels Leistungstransformatoren auf 400 kV hochgespannt.

## Sonstiges
Die Kosten für den Umbau des Kraftwerks werden mit 2 Mrd. EUR angegeben. Das Kraftwerk benötigt ca. 4,5 Mio. Tonnen Kohle pro Jahr. Zur Überwachung des Kraftwerks setzt Enel Drohnen ein.